# Ulrich Staiger

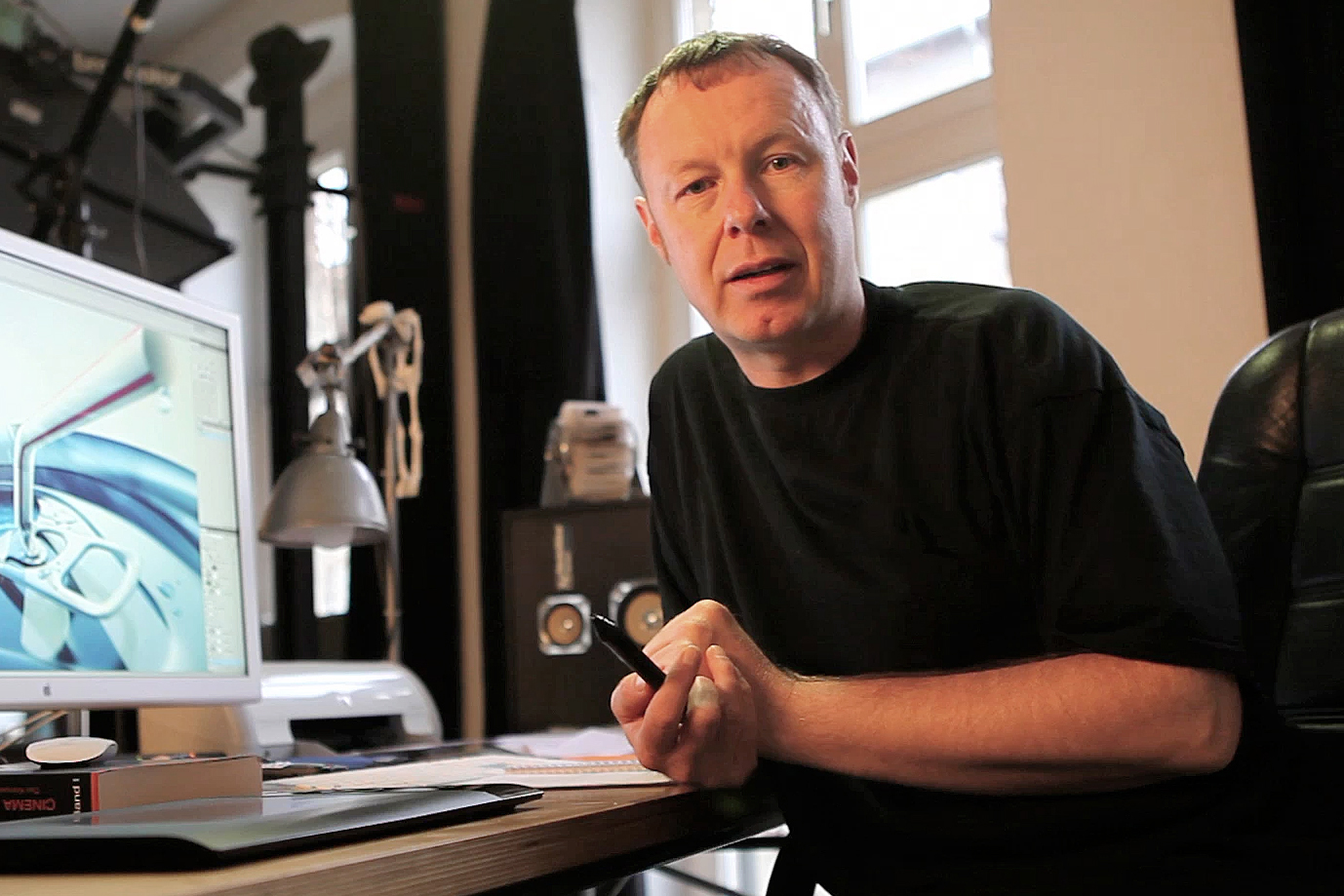
Ulrich Staiger 2014

Ulrich „Uli“ Staiger (* 30. Oktober 1966 in Albstadt-Tailfingen, Baden-Württemberg) ist deutscher Fotografenmeister, Fototechniker und Sachbuchautor.

## Leben
Nach seinem Abitur macht er von 1987 bis 1990 eine Ausbildung zum Fotografen im Fotostudio Weber in Haigerloch. Nach bestandener Ausbildung war er noch ein Jahr in seinem Lehrbetrieb angestellt. Nach dieser Anstellung ging er für eineinhalb Jahre in die Vereinigten Staaten (in New York und New Jersey), um unter anderem als Assistent bei Neil Molinaro zu arbeiten. Nach seiner Rückkehr nach Deutschland arbeitete er als freiberuflicher Fotograf in Berlin.
Ab 1996 begann Staiger an der Fachschule für Foto- und Medientechnik in Potsdam ein Studium zum Fotografenmeister und Fototechniker, welches er 1998 erfolgreich abschloss. Im selben Jahr eröffnet er sein eigenes Fotostudio in Berlin mit dem Namen „die licht gestalten“.
Beruflich beschäftigt Staiger sich als Fotograf ursprünglich mit Themen Landschafts- und Studiofotografie, dies wohl auch wegen der Reisen nach Chile, Argentinien und Nordamerika.
Seit seinem Studium befasst er sich mit digitaler Bildbearbeitung. Ab 1996 vor allem mit der Software Adobe Photoshop, mit der er seit Version 3.05 arbeitet, ab 2006 erweitert er sein Software Portfolio um die 3D-Grafiksoftware Cinema 4D. Heute ist er auf das Thema  "Computer Generated Imagery" spezialisiert. Seine ungewöhnliche Perspektive auf alltägliche Dinge und das Fotografieren einzelner Bildteile unabhängig voneinander, um sie dann zu einem neuen Ganzen zusammenzufügen, ist heute eine seiner Paradedisziplinen. Außerdem besitzt Staiger ein Faible für gutes Design: schlicht und funktional. Die Nähe zum Surrealismus der 1930er bis 1950er Jahre ergibt sich dadurch zwangsläufig.
Neben seinen Büchern schreibt Staiger auch für deutsch- und englischsprachige Magazine wie Foto Hits, Photographie, Computerfoto, Digital PHOTO, DOCMA und ProfiFoto.
Im Jahr 2014 wurde Uli Staiger mit dem „Photographer of the Year“ Award ausgezeichnet.

## Werke (Auswahl)
- Foto-Composings und Montagen: Von der Idee zum Bild. Mitp Verlag, 2007, ISBN 978-3-8266-1698-3.
- Kreative Composingtechniken mit Photoshop: Eigene Ideen finden und professionell umsetzen. Mitp Verlag, 2008, ISBN 978-3-8266-5925-6.
- 3D-Design mit Photoshop CS4 und Cinema 4D. Mitp Verlag, 2009, ISBN 978-3-8266-5550-0.
- Digitales Licht: Licht und Schatten mit Photoshop bearbeiten. Verlagsgruppe Hüthig Jehle Rehm, 2010, ISBN 978-3-8266-9055-6.

## Ausstellungen (Auswahl)
- 1993: the well aimed shot, Kunstforum der Firma Rohrbach Zement, Balingen(EA)
- 1994: Kunst gegen Aids, Palais am Festungsgraben, Berlin(GA)
- 2003: Fabrica das artes, Torres Vedras, Portugal(EA)
- 2002, 2003, 2004: HASSELBLAD Austrian Supercircuit, Linz, Österreich(GA)
- 2005: The Ultimate Eye Foundation, Peninsula Museum of Art, Belmont, Kalifornien(GA)
- 2012: Kunstmühle, Domstiftsgut Mötzow, Brandenburg(EA)
- 2012: Qinghai International Photo festival, Xining, Volksrepublik China(GA)[8][11][14]

(EA) = Einzelausstellung, (GA) = Gruppenausstellung

## Auszeichnungen
- 2014: FEP Photographer of the Year 2014, FEP Illustrative Golden Camera 2014[13]
- 2007: Trierenberg Super Circuit Gold MEDAILLE (PRINTS EXPERIMENTAL)[15]
- 2003: Adobe Photoshop Award – 2. Platz[3]
- 2004: Docma-Award